# 魏元琦
魏元琦，龍溪人，清朝政治人物。
康熙三十八年（1699年）考中舉人。康熙五十八年，接替彭耀祖，擔任江蘇宜興縣知縣。后由鮑楹接任。